# Breiter Grießkogel
Breiter Grießkogel – szczyt w Stubaier Alpen. Leży w zachodniej Austrii, w Tyrolu. Ze szczytu rozciąga się widok na Stubaier Alpen i Alpy Ötztalskie. Wspinaczkę najlepiej rozpocząć ze schroniska Winnebachsee Hütte.